# Christuskirche (Fohnsdorf)
Die Christuskirche ist die ehemalige evangelische Filialkirche in der Gemeinde Fohnsdorf im Bezirk Murtal in der Steiermark. Heute dient das 1960 errichtete Bauwerk als Atelier.

## Geschichte
Seit 1860 bildete sich, vor allem aufgrund des Zuzugs evangelischer Bergarbeiter, in Fohnsdorf eine eigene evangelische Gemeinde heraus, die von Wald am Schoberpass betreut wurde und um 1900 durch zahlreiche Konversionen im Rahmen der Los-von-Rom-Bewegung weiteren Zuwachs erhielt. Seitens der Marktgemeinde wurde ein Betsaal zur Verfügung gestellt. 1953 wurde die Gemeinde zur Filialgemeinde der Judenburg erhoben. Schon 1938 war mit Hilfe des Gustav-Adolf-Vereins ein Grundstück für den Bau einer Kirche erworben worden, der aber, bedingt durch den Zweiten Weltkrieg, nicht erfolgte. Nachdem der 1948 gefasste Plan zur Errichtung einer Kirchenbaracke aufgegeben war, wurde 1960 durch den Architekten Klammer aus Judenburg ein Kirchenbau erstellt, der am 11. Oktober 1964 geweiht wurde. Im darauffolgenden Jahr wurde in Folge des Kirchenneubaus in Fohnsdorf eine selbständige evangelische Kirchengemeinde begründet. Der damals bereits einsetzende wirtschaftliche Rückgang des Fohnsdorfer Bergbaus, der 1978 zur Schließung des Bergbaus führte, veranlasste jedoch 1985 die Verlegung der Pfarrstelle nach Murau, so dass Fohnsdorf an Judenburg zurückfiel. Nachdem dort ab 2000 ein neuer Kirchenbau entstanden war, wurde die bisherige Christuskirche in Fohnsdorf profaniert und verkauft. Das ehemalige Kirchengebäude dient heute als Atelier.

## Architektur
Die nach außen hausartig erscheinende Fohnsdorfer Christuskirche, die in ihrem Erdgeschoß die Pfarrerswohnung enthielt, ist in ihrem Innern als einfacher Kastenraum mit gefalteter Holzdecke gebildet, der um 1960 geradezu einen Standard unter den steirischen Kirchenneubauten darstellt. Der seitlich über dem Aufgang zum Kirchenraum stehende Glockenträger wurde 1966 als eine offene Turmkonstruktion aus Beton zugefügt.